# Kyaukpadaung
Kyaukpadaung är en kommun i Myanmar.   Den ligger i regionen Mandalayregionen, i den centrala delen av landet, 150 km nordväst om huvudstaden Naypyidaw. Antalet invånare är 306 783.